# Mapinguari desvauxianus
Mapinguari desvauxianus är en orkidéart som först beskrevs av Heinrich Gustav Reichenbach, och fick sitt nu gällande namn av Germán Carnevali och R.B.Singer. Mapinguari desvauxianus ingår i släktet Mapinguari och familjen orkidéer. Inga underarter finns listade i Catalogue of Life.

## Bildgalleri

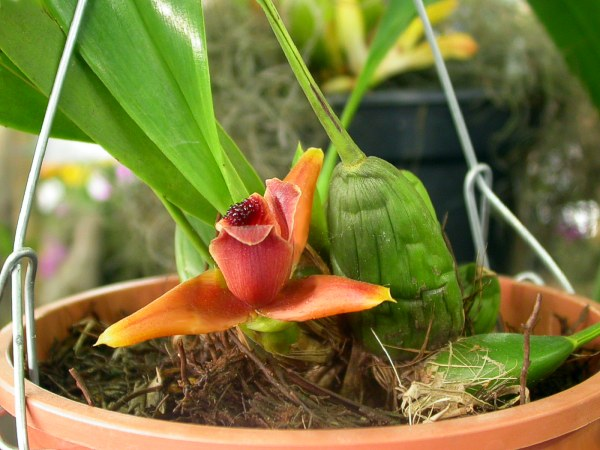
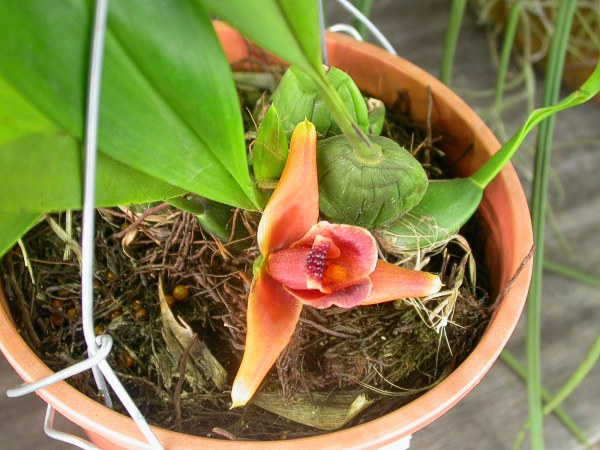
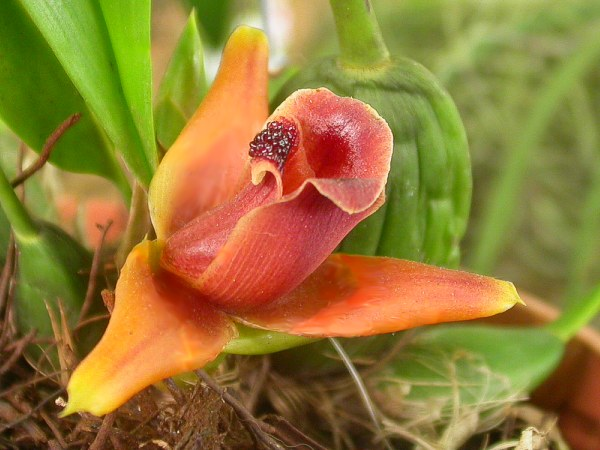
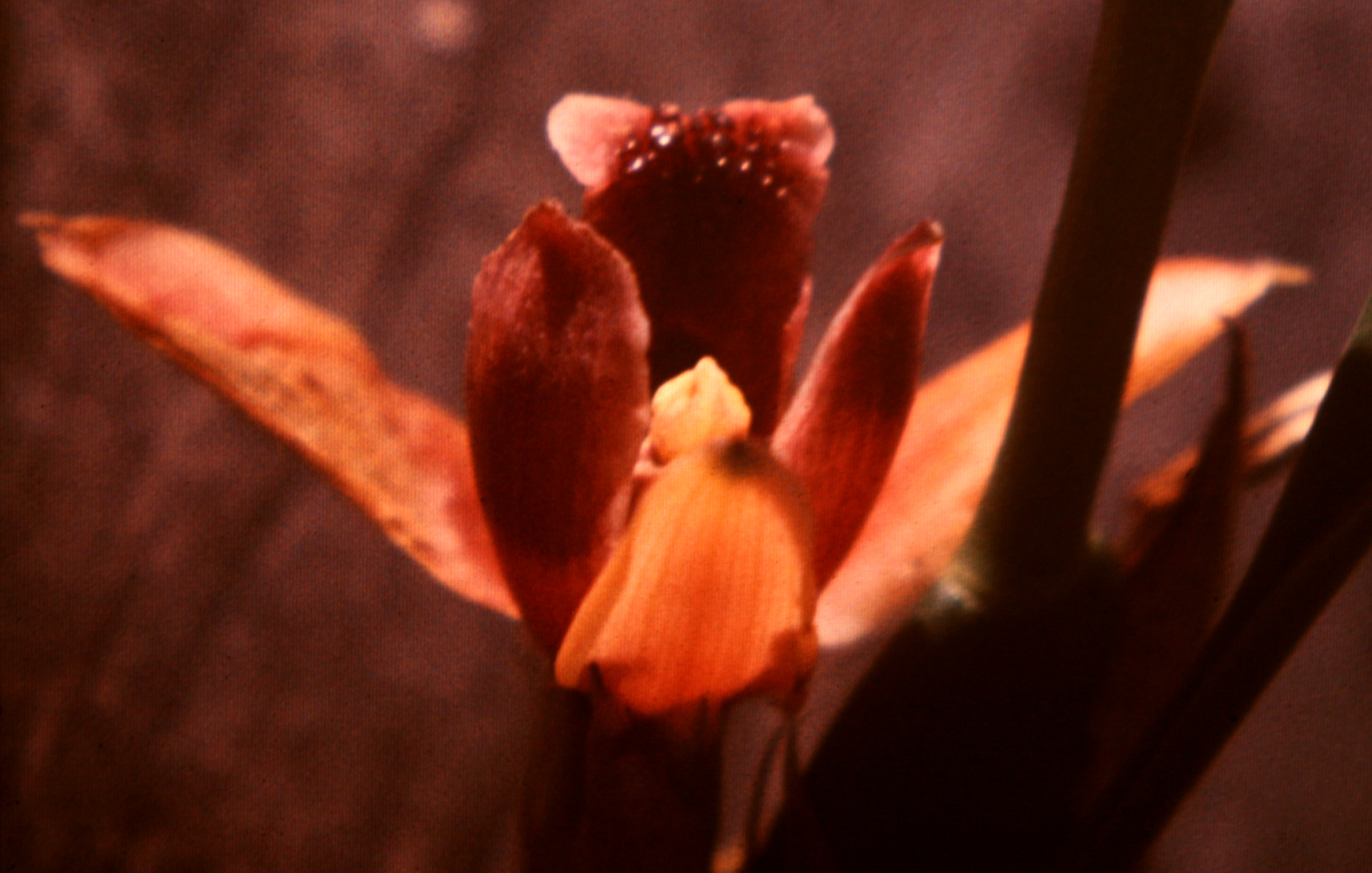
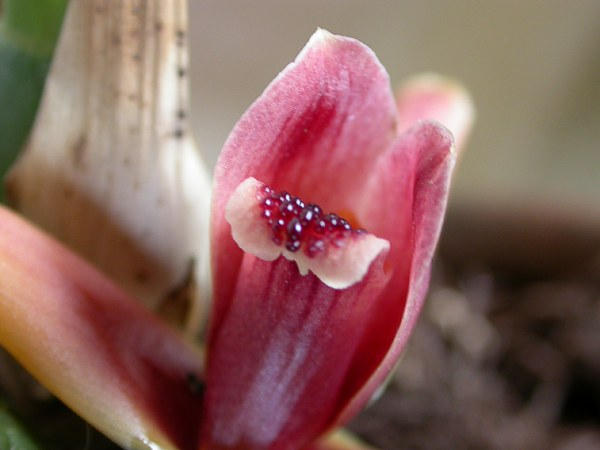
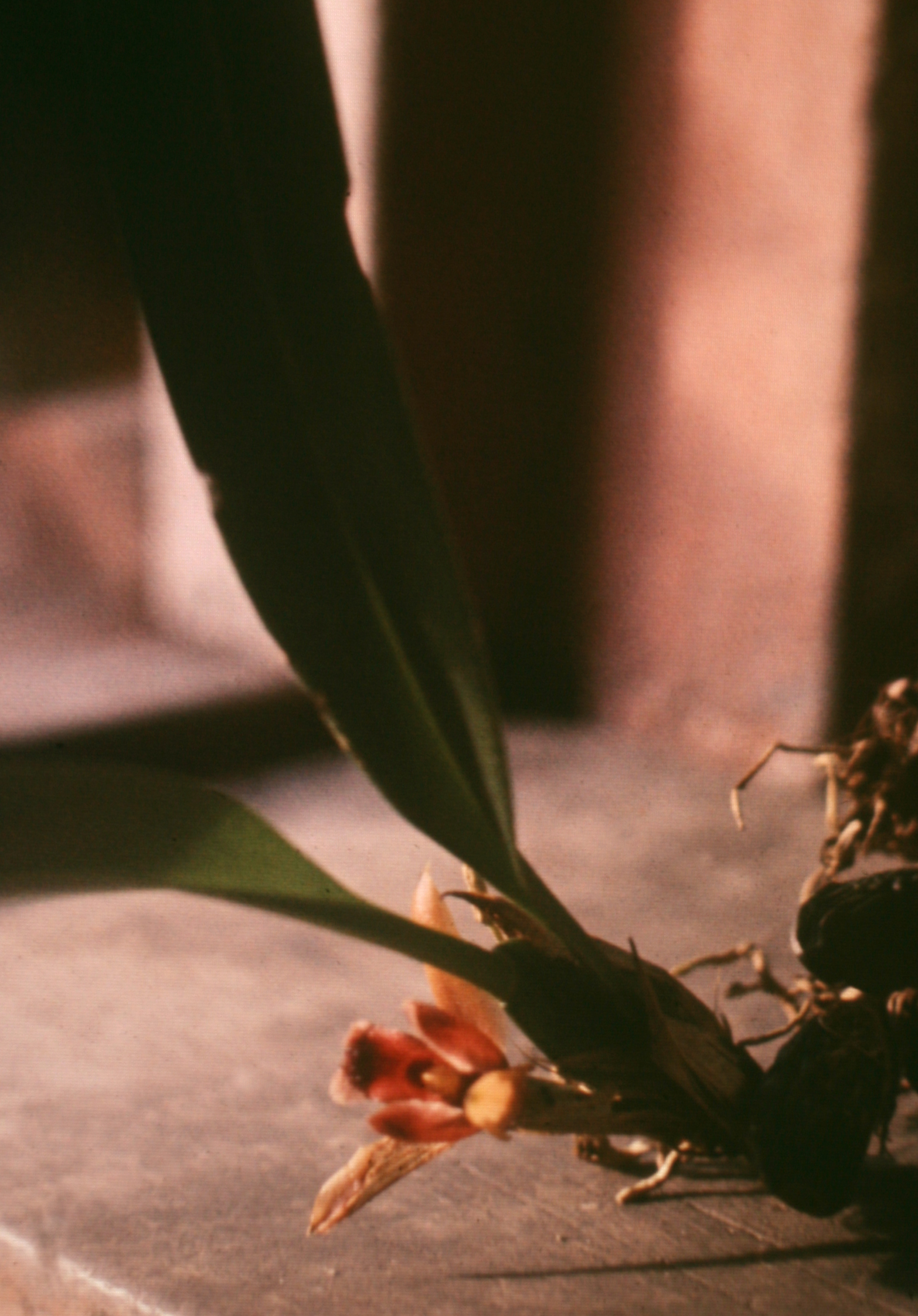